# Оканья (Толедо)
Оканья (ісп. Ocaña) — муніципалітет в Іспанії, у складі автономної спільноти Кастилія-Ла-Манча, у провінції Толедо. Населення — 14 469 осіб (2024).
Муніципалітет розташований на відстані близько 55 км на південь від Мадрида, 46 км на схід від Толедо. 
Відомої як Меса-де-Оканья, звідки відкривається вид на багато сіл цього краю».
Він межує з муніципалітетом Аранхуес на північному заході (у провінції Мадрид), Онтіґола на півночі, Ноблехас на сході, Вільятобас на південному сході, Досбарріос, Каба́ньяс-де-Єпес і Уерта-де-Вальдекарбáнос на півдні, а також з Єпес і Сіруелос на заході (усі в провінції Толедо).
На півночі, в напрямку до Онтіґоли, беруть початок струмки Веґа і Ойо-дель-Моро, а на заході — яр Оканьюела, що є притокою струмка Корралєхо.

## Демографія
За даними 2022 року, в Оканьї проживло 152 особи українського походження.
Динаміка населення (INE ):

## Транспорт
Завдяки своєму вигідному географічному розташуванню Оканья історично була важливим транспортним вузлом.

### Повітряний транспорт
У муніципалітеті діє аеродром Оканья (Aeródromo de Ocaña), який обслуговує переважно спортивну та рекреаційну авіацію.

### Залізничний транспорт
У місті розташована залізнична станція Оканья, через яку проходить:
- Лінія 48 середньої відстані: Мадрид-Пуерта-де-Аточа — Куенка — Валенсія-Сан-Ісідро.

### Автомобільні дороги
Через Оканью проходить кілька важливих автотрас, як національного, так і регіонального значення:

#### Автомагістралі
- Autovía del Sur (A-4): Мадрид – Аранхуес – Оканья – Мадрідехос – Мансанарес – Вальдепеньяс – Байлен – Андухар – Кордова – Есіха – Кармона – Севілья – Херес.
- Autovía de Castilla-La Mancha (A-40): Аданеро – Македа – Толедо – Оканья – Таранкон – Куенка – Теруель.
- Autopista Radial 4 (R-4): Мадрид – Пінто – Парла – Вальдеморо – Сесе́нья – Аранхуес – Оканья.
- Autopista de Levante (AP-36): Оканья – Корраль-де-Альмагвер – Кінтанар-де-ла-Ордень – Мота-дель-Куерво – Ель-Педерносо – Сан-Клементе – Ла-Рода.

#### Національні дороги
- N-301: Оканья – Альбасете – Мурсія – Картахена.
- N-400: Толедо – Оканья – Таранкон – Куенка.

## Галерея зображень

Розташування муніципалітету у провінції Толедо
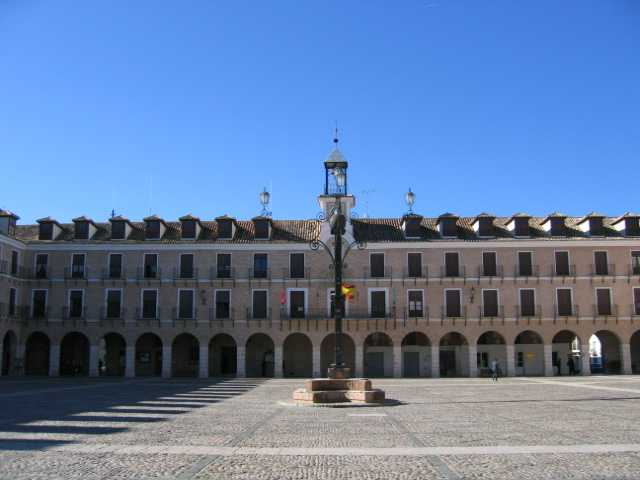
Центральна площа Пласа Майор — площа XVIII століття, оголошена об'єктом культурної спадщини Іспанії у 2002 році.
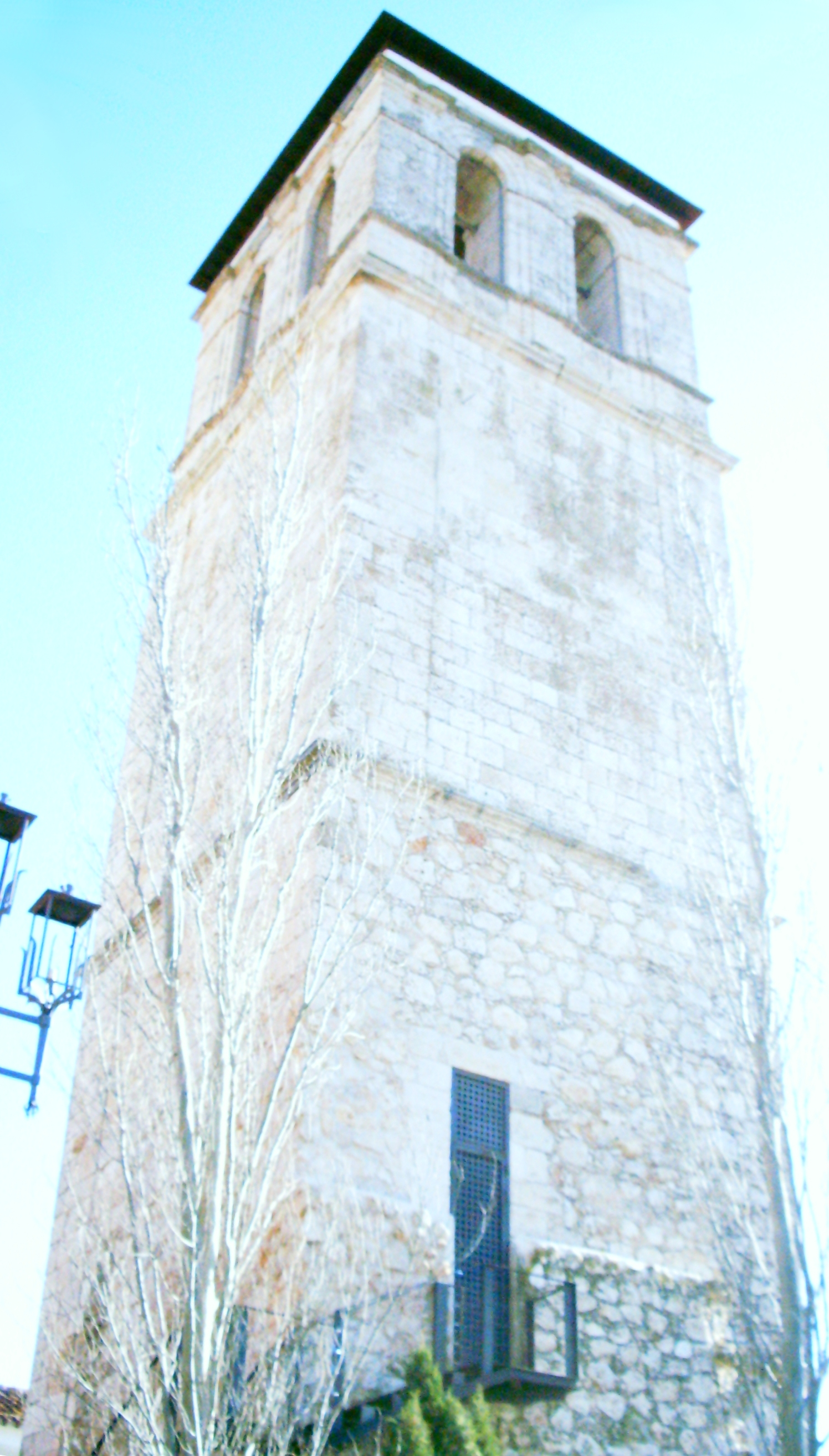
Дзвіниця церкви Сан-Мартін. Її було збудовано між 1562 і 1577 роками під керівництвом майстра Франсіско Санчеса. Кам’яні роботи виконували брати Лукас і Педро де Вілья (які також є авторами Фуенте Ґранде).
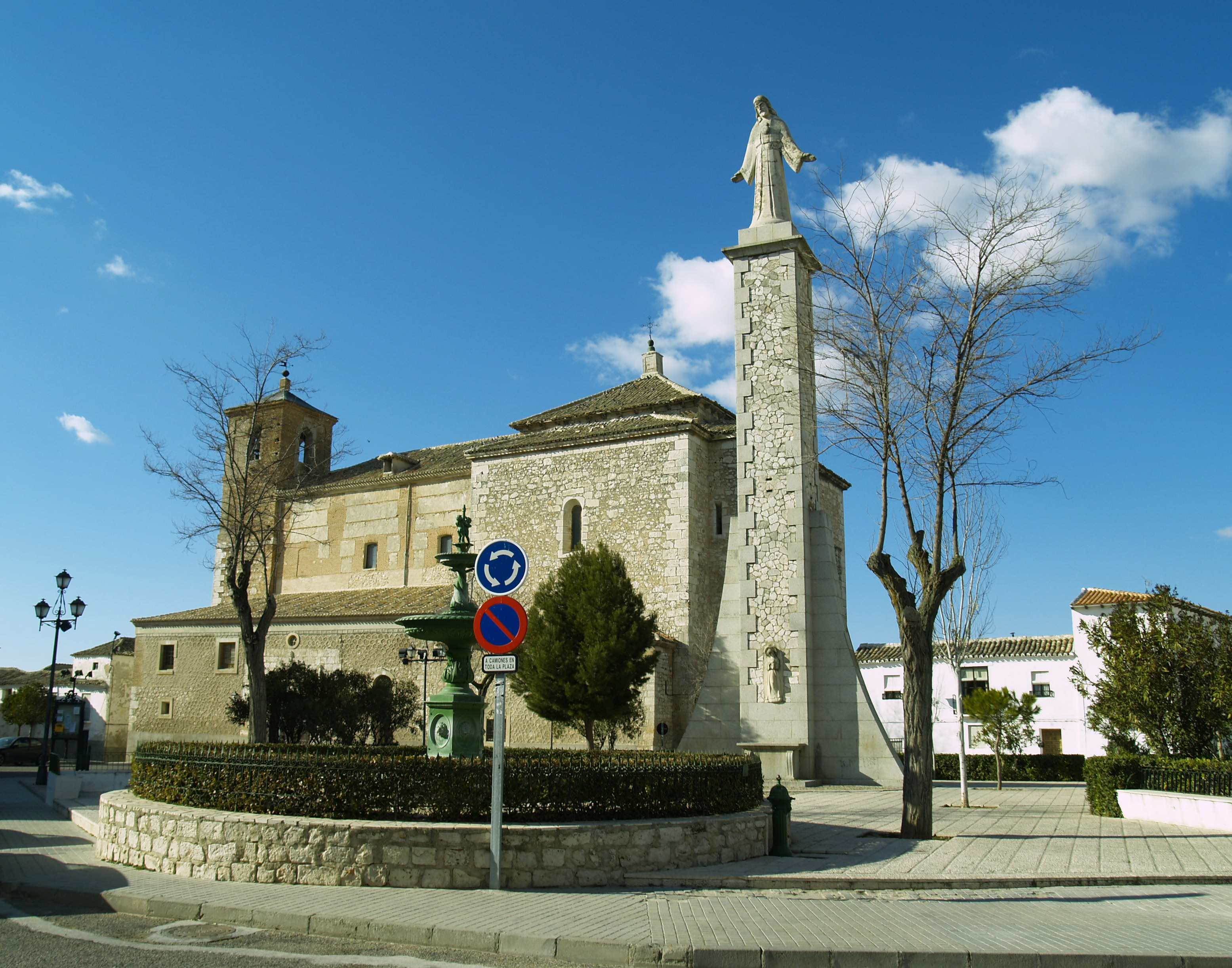
Парафіяльна церква Санта-Марія. Походження парафіяльної церкви сягає первісної мечеті, збудованої у XII столітті.